# Nedvězí (Kounov)
Nedvězí (německy Nedwies) je místní částí obce Kounov v okrese Rychnov nad Kněžnou v Královéhradeckém kraji v podhůří Orlických hor. Až do roku 1911 byla součástí obce Dobřany.
Osada se rozkládá na svazích údolí tvořeného jedním z levostranných přítoků Zlatého potoka pod Smolovým kopcem, který je s nadmořskou výškou 656 m n. m. nejvyšším vrcholem v okolí. Na počátku 20. století zde vzniklo několik mechanických tkalcoven na vodní pohon.
Většina stavení je v současné době využívána jako rekreační objekty.